# Stanislav Bakumovski
Stanislav Bakumovski (* 22. Oktober 1984 in Saporischschja, Ukrainische SSR) ist ein deutscher Volleyball- und Beachvolleyballspieler.

## Karriere Halle
Bakumovski begann 1995 beim 1. VC Minden mit dem Hallenvolleyball. 2001/02 spielte er  beim Regionalligisten SV Bayer Wuppertal II. Anschließend wechselte der Außenangreifer für drei Jahre zum Zweitligisten Netzhoppers Königs Wusterhausen. Später spielte Bakumovski erneute in der Regionalliga beim Post SV Erfurt, dessen Volleyballabteilung ab 2011 für den Erfurter VC spielt.

## Karriere Beach
Seit 1998 spielt Bakumovski mit diversen Partnern auch Beachvolleyball. Mit Marcus Melzer wurde er 2002 und 2003 Deutscher U20-Meister. 2004 spielte er mit Peer-Ole Mielenz auf nationalen Turnieren. Mit Sebastian Dollinger belegte er im September 2004 bei der U21-Weltmeisterschaft auf Madeira Platz neun. 2006 wurden Bakumovski/Dollinger Vierte beim FIVB Challenger auf Zypern, Fünfte bei der U23-Europameisterschaft in St. Pölten und Neunte bei der Deutschen Meisterschaft in Timmendorfer Strand. 2007 und 2008 spielte Bakumovski wieder mit Peer-Ole Mielenz zusammen.

## Privates
Bakumovskis Bruder Eugen ist ehemaliger deutscher Volleyball-Nationalspieler.